# Demokratická strana Japonska

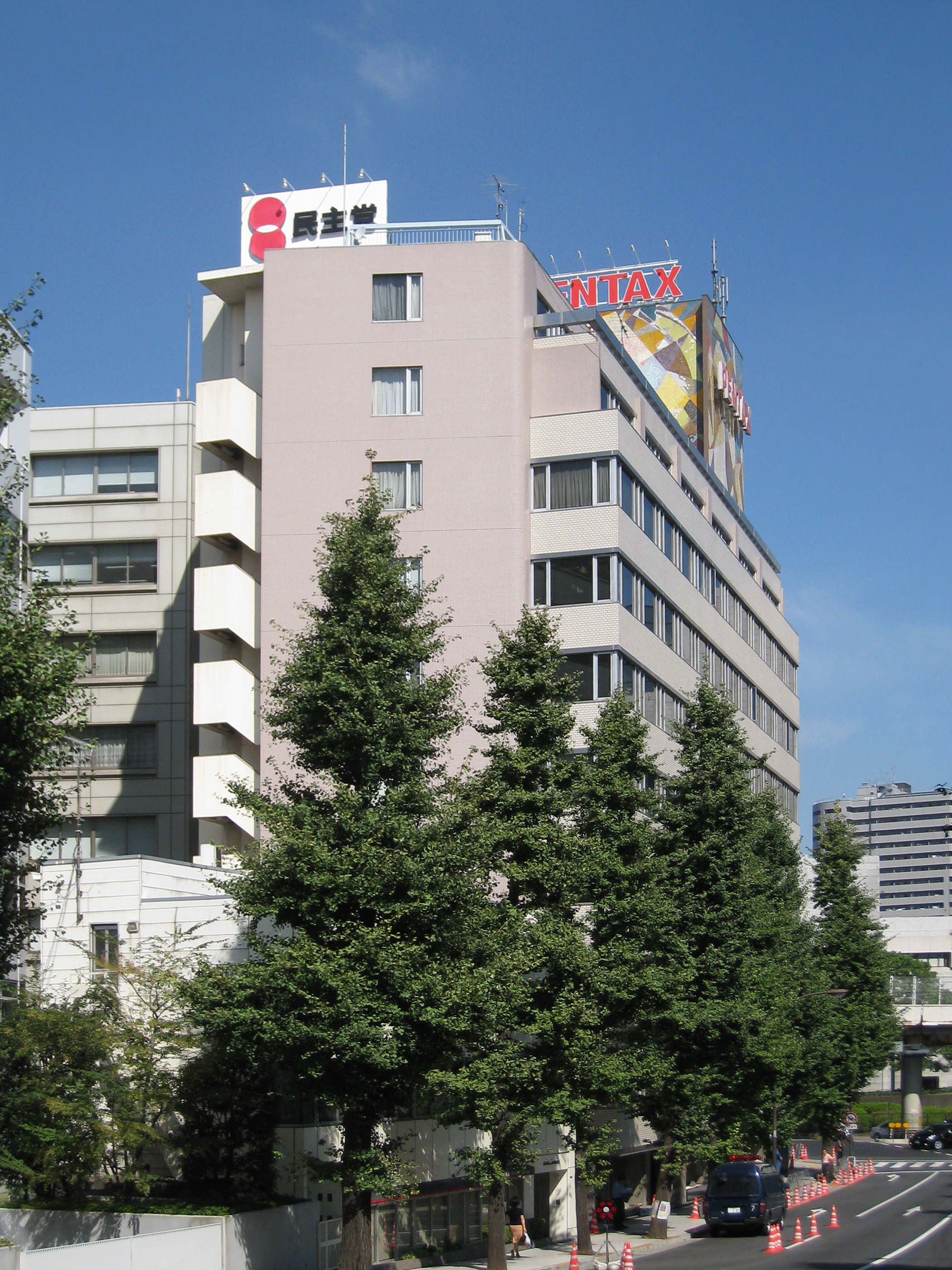
Hlavní sídlo strany

Demokratická strana Japonska (民主党, Minšutó) byla politická strana v Japonsku založená v roce 1998 spojením několika opozičních stran. Ideologicky je to strana liberální, středová a po volbách v roce 2009 byla mezi lety 2009-2012 stranou vládní. V roce 2016 byla sloučená s Japonskou stranou inovací a společně vytvořili Demokratickou stranu Japonska (2016) (Minšintó).
Její předseda Jukio Hatojama byl od roku 2009 premiérem Japonska, ale v červnu 2010 odstoupil poté, co veřejné mínění odsoudilo jeho dohodu se Spojenými státy americkými ohledně základny Futenma. Ve funkci stranické i vládní ho nahradil Naoto Kan. Kan ovšem taky ve funkci vydržel pouze 1 rok, když odstoupil v září 2011 po kritice za přístup ke následkům Zemětřesení a tsunami v Tóhoku 2011. Nahradil ho poslední premiér DPJ, Jošihiko Noda. V roce 2012 DPJ prohrála volby a odešla opět do opozice.